# Klaus Renft
Klaus Renft, nome d'arte di Klaus Jentzsch (Jena, 30 giugno 1942 – Löhma, 9 ottobre 2006), è stato un musicista tedesco, conosciuto specialmente nella Repubblica Democratica Tedesca per aver fatto parte del gruppo Klaus Renft Combo.
Renft (il cui nome d'arte è tratto dal cognome di sua madre da nubile) fonda nel 1958 assieme ad alcuni amici a Lipsia il Klaus Renft Combo. Nel settembre 1975 vennero chiamati a Lipsia per una esibizione necessaria per il rinnovo della loro licenza (nella DDR gli artisti avevano bisogno di una licenza per lavorare), ma prima del concerto venne comunicato loro che la licenza non sarebbe stata rinnovata e che il gruppo sarebbe stato sciolto, questo a causa di canzoni che parlavano di argomenti illegali come Ballade vom kleinen Otto (La ballata del piccolo Otto) che parla di un ragazzo che sogna di raggiungere il fratello in Occidente o  Die Ketten werden knapper (Le catene si stanno stringendo).
Nell'aprile 1976 ha presentato una richiesta di emigrare e a maggio è riuscito ad andare ad Ovest con la sua ragazza, Angelika, che aveva il passaporto greco. Lavorò dal 1981 fino al 1990 in teatro come direttore di scena e tecnico del suono. Con la caduta del muro nel 1990 la band si riformò riscoprendo di avere ancora molti fans della parte orientale del paese.
Muore il 9 ottobre 2006 a causa di un tumore; i suoi resti si trovano al cimitero Südfriedhof di Lipsia.